# Giuseppe Pasquale
Giuseppe Pasquale (Ferrara, 16 febbraio 1907 – Bologna, 14 febbraio 1978) è stato un dirigente sportivo, produttore cinematografico ed editore italiano.

## Biografia

### Gli inizi
Di origini biscegliesi, nel corso degli anni trenta la sua famiglia conobbe alcuni rovesci finanziari che lo obbligarono, dopo la laurea, a svolgere lavori umili in uno dei tanti zuccherifici presenti a quel tempo nella sua città natale: Ferrara. Iniziò prima con mansioni generiche e successivamente assunse ruoli sempre più rilevanti. Nel dopoguerra divenne agente, sempre a Ferrara, di una nota Compagnia d'Assicurazione. Appassionato di boxe, praticò sin da ragazzo questa disciplina divenendo successivamente arbitro di pugilato. In quest'ultima veste sarà presente ai campionati internazionali di boxe di Londra del 1948.

### Dirigente sportivo
Alla fine degli anni quaranta iniziò anche l'attività di dirigente sportivo nel mondo del calcio con l'ingresso nella dirigenza della SPAL che aveva in Paolo Mazza il suo presidente. Quello con Mazza fu l'inizio di un sodalizio fortunato: di lì a poco divenne vice presidente dei biancoazzurri e poi, a seguito di un convegno per riformare i campionati di calcio organizzato proprio da Mazza nel Castello Estense, Pasquale entrò in stretto contatto con i vertici della Lega Calcio e assunse prima il ruolo di consigliere per poi passare a ruoli sempre più prestigiosi facendo addirittura parte della commissione tecnica della Nazionale italiana in due occasioni: dal 5 dicembre 1954 al 9 dicembre 1956 e dal 25 aprile 1957 al 23 marzo 1958. Nel 1953 restò famosa la sua proposta relativa alla non retrocessione dal campionato di Serie A. In teoria questo provvedimento avrebbe dovuto placare le polemiche sugli arbitraggi e favorire lo svolgimento in tranquillità del campionato senza l'assillo della retrocessione per le squadre meno attrezzate ma molti l'interpretarono come il tentativo di favorire la SPAL e Mazza. Nell'assemblea dei presidenti tenutasi a Fiuggi la proposta non passò per un solo voto (8 contro 7).

### La scalata

Il nuovo consiglio di presidenza della Lega Calcio il 25 luglio 1959: da sinistra D'Arcangeli (vicepresidente serie A), Pasquale, Rocchi (vicepresidente serie B) e il segretario-tesoriere Perlasca.

Il 1958 fu l'anno di svolta per Pasquale: dopo esserne stato il vice presidente, divenne presidente della Lega Nazionale Professionisti, rimanendovi sino al 1962. Negli anni della sua presidenza alla Lega si concretizzò in modo evidente la sua alleanza con il presidente della SPAL che Pasquale riuscì perfino ad imporre come Commissario Tecnico della Nazionale di calcio dell'Italia durante i Mondiali di Calcio del Cile e che a sua volta divenne vice presidente della Lega. Mazza pagò però duramente questo sodalizio venendo esonerato da C.T. della Nazionale fra mille polemiche.
Nell'autunno 1960 Giuseppe Pasquale ideò inoltre la Nazionale italiana di Lega, vale a dire la rappresentativa aperta agli stranieri del campionato italiano. La rappresentativa disputò il primo confronto con l'omologa formazione inglese il 1º novembre 1960.

### Presidente di Federazione
Pasquale divenne presidente della FIGC dal 1961 al 1966 e venne considerato un presidente innovatore: portò la Serie A a 16 squadre, attuò il blocco degli stranieri, impose che le società calcistiche professionistiche venissero trasformate in SpA e promosse la legge antidoping. Proprio quest'ultimo provvedimento gli procurò non pochi grattacapi, in quanto il Bologna, squadra della città nella quale si era nel frattempo trasferito, fu una delle prime squadre colpite (sebbene poi sia stata prosciolta); nel 1964, infatti, si registrarono sotto la sua abitazione numerosissime contestazioni da parte dei sostenitori felsinei.

### La fine della sua carriera da dirigente
I mondiali di calcio del 1966 con la loro ingloriosa conclusione sancirono la chiusura dell'epoca Pasquale, accusato addirittura di essere stato assente in Inghilterra - non era stato presente nemmeno in Cile perché terrorizzato all'idea di dover prendere un aereo - : egli decise di uscire definitivamente dal mondo del calcio rassegnando le sue dimissioni con un anno d'anticipo e venendo sostituito da Artemio Franchi. Ufficialmente la motivazione che adottò fu la conclusione del suo programma che riguardava la trasformazione delle società di calcio in SpA ma in realtà il suo operato aveva suscitato non pochi malumori. Lascio il calcio perché non mi diverte più dichiarò alla stampa, ma il suo eclettismo stava iniziando a logorarlo.

### Il declino
Ricco e famoso, ben introdotto nel mondo della finanza, Pasquale si dedicò a molte attività, entrando sin dai tempi in cui era all'apice della carriera da dirigente sportivo, in svariati CdA di banche e finanziarie e dedicandosi alacremente ad ogni genere d'affari. Fu produttore cinematografico con la Tan Film, Este FIlm e Intra Film ma soprattutto con la Ultra Film produsse e finanziò decine di film tra cui Anonimo veneziano di Enrico Maria Salerno, Sinfonia per un massacro di Jacques Deray, Io la conoscevo bene di Antonio Pietrangeli, Operazione San Gennaro di Dino Risi, Gli indifferenti di Francesco Maselli, Contestazione generale di Luigi Zampa, La ragazza di Bube di Luigi Comencini, Sedotta e abbandonata di Pietro Germi,  Uno dei tre di André Cayatte e Roma di Federico Fellini che fu il suo ultimo film.
Nel 1968 Pasquale venne nominato amministratore unico della S.E.E. (Società Esercizi Editoriali), subentrata alla S.E.S.S. nella gestione de La Gazzetta dello Sport, Guerin Sportivo e Fiera Letteraria.
Restò però, nel 1969, implicato nel cosiddetto Scandalo del burro, ovvero una vicenda speculativa di commercio del burro nella quale venne coinvolta la banca svizzera Vallugano, di cui Pasquale era il maggior azionista. L'istituto di credito di Pasquale aveva infatti finanziato un numero ingente di transazioni esponendosi eccessivamente, minando la propria solidità e producendo così un'autentica voragine. La banca venne chiusa per bancarotta il 14 maggio 1971 e questo segnò l'inizio del tracollo per Pasquale, che in rapida successione vide sciogliersi come neve al sole il suo impero di società e partecipazioni: nel 1972 la S.E.E. fallirà e il film Roma verrà ultimato con altri finanziatori.
Pasquale morì, ormai dimenticato, due giorni prima del suo settantunesimo compleanno a seguito di problemi cardiocircolatori.